# Bix (film)
Pour les articles homonymes, voir Bix.
Pour plus de détails, voir Fiche technique et Distribution.
Bix ou de son titre complet Bix - Légendaire hypothèse est un film italien réalisé par Pupi Avati, sorti en 1991. Il a été inscrit à la 44ème édition du Festival de Cannes en 1991.

## Synopsis
New York, Octobre 1931. Deux mois après la mort de Bix Beiderbecke, son frère Burnie arrive en ville pour rencontrer Liza, la fiancée de son défunt frère. La recherche de l'environnement dans lequel a travaillé Bix le lie au violoniste italo-américain Joe Venuti, seul véritable ami du trompettiste et également le seul à connaître la vérité et l'identité de la jeune fille. Venuti, malgré les hésitations initiales, décide d'aider à la recherche.

## Fiche technique
- Titre : Bix
- Titre complet original : Bix - An Interpretation of a Legend
- Titre complet italien : Bix - Un'ipotesi leggendaria
- Réalisation : Pupi Avati
- Scénario : Pupi Avati, Antonio Avati, Fred Chalfy et Lino Pastruno
- Photographie : Pasquale Rachini
- Décors : Carlo Simi
- Costumes : Graziella Virgili et Carla Bertoni
- Montage : Amedeo Salfa
- Musique : Cesare Poggi
- Production : Antonio Avati
- Société de production : DueA Film, Rai Uno, Union P.N., Artisti Associati et Iowa Film Office
- Pays de production : Italie
- Langue originale : Anglais
- Genre : Biographie
- Durée : 111 minutes
- Date de sortie : 
  -  Italie : 9 mai 1991
  -  États-Unis : 15 mai 1991
  -  France : 15 mai 1991

## Distribution
- Bryant Weeks : Léon Bismark "Bix" Beiderbecke
- Mark Collver : Burnie Beiderbecke
- Julia Ewing : Agatha "Aggie" Beiderbecke
- Barbara Wilder : Marie-Louise Beiderbecke
- Ray Edelstein : Bismark Beiderbecke
- Emile Levisetti : Joe Venuti
- Sally Groth : Liza
- Debbon Ayer : Vera Cox
- Romano Orzari : Hoagy Carmichael
- Matthew Buzzell : Don Murray
- Mark Sovel : Frankie Trumbauer
- Michael T. Henderson : Pee Wee Russell
- Darrell Bishop : Andy Secrest
- Curtis N. Wollan : Paul Whiteman
- Timothy L. Williams : Esten
- Joel Thingvall : Big Eddie
- Anthony Raymond Olson : Bay
- Chris B. Beiderbecke : Chauncey Morehouse
- Stephen A. Marinaccio (II) : Patron du théâtre
- Brent Bateman : Danseur de salon
- Camilla Bowman : Infirmière en chef
- Sam Carlisle : Personnalité mondaine
- James Chepon : Acteur / Homme derrière la roue
- Will Jones : Gangster
- Peter B. Soderberg : Eddy
- Terry W. Anderson
- Kelli J. Andresen
- Virginia K. Armstrong
- Karen Anderson Bernick
- William B. Bicksler
- Darla Blocker
- Thomas Brooke
- John R. Cisco
- James Clancy
- Lorri Ann Corral
- Jethra L. Cribbs
- Keene Crockett
- Doug Daniel
- Pamela S. Dannacher
- Lawrence A. Dussliere
- Catherine  J. Finley
- Lori Lance Gillin
- Steven Ross Haecker
- Fred Harris
- Jenny S. Hart
- Janos Horvath
- Elizabeth G. Howard
- William R. Hull
- Pat Jeffery
- Ronald Jesson
- Henry Jones Jr.
- Richard C. Keeley
- Bette Kelinson
- Michael Kennedy
- Michael N. Knight
- Tom Lawrence
- Terry Lyle
- Kate McFedries
- Brenda Mohr
- T.R. Motto
- John Nicosia
- Tracy Noduret
- Kurt D. Ockelmann
- Don Pearson
- Jody Peshek
- Michael D. Richards
- Eric Robb
- Robert E. Ross
- Jeffrey Scott
- Lyle Sears
- Joseph Scott Simpson
- Arnold E. Smith
- Kirk Smith
- Mary Jessica Smith
- Robert C. Smith
- Julie Dolezal
- Walter R. Strom
- Weena Wells
- Peggy Welvaert
- Laura Witt
- Jerry Y. Wolking
- Jesse Nagel (scènes supprimées)
- Jonathan David Dixon : Patron du club de jazz (non crédité)
- James Lee Falk Jr. : Saxophoniste (non crédité)
- Gayla Goehl : Kitty (non crédité)
- D.B. Levin : Patron du club de jazz (non crédité)

## Production

### Lieux de tournage
Bien qu'il s'agisse d'un film italien, il se déroule entièrement aux États-Unis, dans les mêmes endroits où Bix a vécu, y compris son lieu de naissance situé à Davenport dans l'Iowa, que le réalisateur et son frère Antonio ont spécialement acheté et restauré. Le bâtiment a ensuite été utilisé comme lieu de tournage d'un autre film du réalisateur, Il nascondiglio, tourné en 2007.

## Album de la bande originale
Le film se caractérise par la splendide musique jazz. Il comprend des pièces musicales en vogue à cette époque, réinterprétées par des musiciens modernes mais en respectant les standards musicaux d'origine.

### Vinyle
| Face A | Face A                            | Face A | Face A | Face A | Face A | Face A | Face A | Face A | Face A |
| No     | Titre                             | Durée  |        |        |        |        |        |        |        |
| ------ | --------------------------------- | ------ | ------ | ------ | ------ | ------ | ------ | ------ | ------ |
| 1.     | Idolizing                         | 1:17   |        |        |        |        |        |        |        |
| 2.     | Dardanella                        | 2:26   |        |        |        |        |        |        |        |
| 3.     | Singin' the blues (Till my Dad) 1 | 3:11   |        |        |        |        |        |        |        |
| 4.     | My pretty girl                    | 3:14   |        |        |        |        |        |        |        |
| 5.     | Maple leaf rag                    | 2:18   |        |        |        |        |        |        |        |
| 6.     | Riverboat shuffle 2               | 2:41   |        |        |        |        |        |        |        |
| 7.     | Margie                            | 1:20   |        |        |        |        |        |        |        |
| 8.     | Since my best gal turned me down  | 2:04   |        |        |        |        |        |        |        |
| 9.     | Jazz me blues 1                   | 2:48   |        |        |        |        |        |        |        |
| 21:19  |                                   |        |        |        |        |        |        |        |        |

| Face B | Face B                          | Face B | Face B | Face B | Face B | Face B | Face B | Face B | Face B |
| No     | Titre                           | Durée  |        |        |        |        |        |        |        |
| ------ | ------------------------------- | ------ | ------ | ------ | ------ | ------ | ------ | ------ | ------ |
| 1.     | Somebody stole my gal           | 3:12   |        |        |        |        |        |        |        |
| 2.     | Stardust                        | 2:12   |        |        |        |        |        |        |        |
| 3.     | I'lle be a friend with pleasure | 2:27   |        |        |        |        |        |        |        |
| 4.     | In a mist (Bixology)            | 4:18   |        |        |        |        |        |        |        |
| 5.     | Tin roof blues                  | 2:51   |        |        |        |        |        |        |        |
| 6.     | I'm coming Virginia             | 2:34   |        |        |        |        |        |        |        |
| 7.     | Davenport blues                 | 2 :38  |        |        |        |        |        |        |        |
| 8.     | Bix                             | 2:51   |        |        |        |        |        |        |        |
| 23:03  |                                 |        |        |        |        |        |        |        |        |

### CD
| 1.    | Idolizing                         | 1:17 |
| 2.    | Dardanella                        | 2:26 |
| 3.    | Singin' the blues (Till my Dad) 1 | 3:11 |
| 4.    | My pretty girl                    | 3:14 |
| 5.    | Maple leaf rag                    | 2:18 |
| 6.    | Riverboat shuffle 2               | 2:41 |
| 7.    | Since my best gal turned me down  | 2:04 |
| 8.    | Jazz me blues 2                   | 3:42 |
| 9.    | Somebody stole my gal             | 3:12 |
| 10.   | Stardust                          | 2:12 |
| 11.   | I'lle be a friend with pleasure   | 2:27 |
| 12.   | In a mist (Bixology)              | 4:18 |
| 13.   | Tin roof blues                    | 2:51 |
| 14.   | Riverboat shuffle 1               | 1:59 |
| 15.   | I'm coming Virginia               | 2:34 |
| 16.   | Davenport blues                   | 2:38 |
| 17.   | Singin' the blues (Till my Dad) 2 | 2:34 |
| 18.   | Bix                               | 2:51 |
| 48:29 |                                   |      |

## Distinctions

### Récompenses
- David di Donatello (1992) :
  - David di Donatello du meilleur décorateur pour Carlo Simi

- Ciak d'oro (1992) :
  - Meilleurs décors pour Carlo Simi

- Syndicat national des journalistes cinématographiques italiens (1992) :
  - Rubans d'argent de la meilleure photographie pour Pasquale Rachini

### Nominations
- Festival de Cannes 1991 :
  - Palme d'or

- Ciak d'oro (1992) :
  - Meilleure photographie pour Pasquale Rachini
  - Meilleure conception de costumes pour Graziella Virgili et Carla Bertoni

- Syndicat national des journalistes cinématographiques italiens (1992) :
  - Rubans d'argent du meilleur décor pour Carlo Simi